# Asociación Vida Nueva
La asociación Vida Nueva fue fundada en 1999 por Roland Spendlingwimmer en San Isidro de El General – Pérez Zeledón Costa Rica. La asociación existe, sin embargo entró cada vez más en turbulencias en los últimos años.
El proyecto “Comedor” y “Violencia Doméstica” fueron terminados. Solo existe un grupo de servidores alemanes y una voluntaria austriaca. Por las turbulencias  en las que se encuentra esta organización, el Servicio Austriaco en el Extranjero decidió en el año 2006 ya no enviar servidores a San Isidro.
La meta principal de los proyectos era hace unos años el apoyo y la protección de mujeres y niños en situación social difícil. En la oficina contra la violencia doméstica en el centro de San Isidro ofrecía Nueva Vida información, seminarios y consultas legales gratuitas a mujeres que sufrían de abusos físicos y sicológicos en la familia. Para este propósito trabajaban una abogada, una sicóloga y una antropóloga.
El „Comedor“ existía para jóvenes con riesgo social. Este centro juvenil contenía una oficina, una cocina, dos aulas de clases, duchas, una sala de conferencias y un cuarto para el vigilante nocturno. Este centro juvenil ofrecía diferentes servicios de manera gratuita. Entre ellos Almuerzo, cursos de inglés y matemáticas, clases particulares para reforzar materias de la escuela, workshops de manualidades y creatividad, cursos de circo. Estas instalaciones las manejaban servidores de Austria y Alemania, practicantes sociales y otros voluntarios. La meta principal de este proyecto era el motivar a jóvenes en riesgo para una educación escolar o laboral, reforzar su autoestima y su confianza en ellos mismos, así como informarlos sobre el abuso de drogas y sus consecuencias para la salud. Básicamente el fin de este proyecto era la prevención, sin embargo nunca se pudo establecer. 